# Centropogon floccosus
Centropogon floccosus là loài thực vật có hoa trong họ Hoa chuông. Loài này được Planch. mô tả khoa học đầu tiên năm 1850.